# بیرمنگهام (دهانه)
بیرمنگهام یک دهانه برخوردی در ماه است.

## دهانه‌های اقماری
این دهانه ۴ دهانه اقماری دارد.
| Birmingham | عرض جغرافیایی | طول جغرافیایی | قطر         |
| ---------- | ------------- | ------------- | ----------- |
| H          | ۶۴٫۴° N       | ۱۰٫۶° W       | ۷٫۰ کیلومتر |
| K          | ۶۵٫۰° N       | ۱۳٫۱° W       | ۶٫۰ کیلومتر |
| B          | ۶۳٫۶° N       | ۱۱٫۳° W       | ۸٫۰ کیلومتر |
| G          | ۶۴٫۵° N       | ۱۰٫۲° W       | ۵٫۰ کیلومتر |